# Хоккейные игры Beijer 2019
Хоккейные игры Beijer 2019 — хоккейное соревнование в рамках хоккейного Евротура сезона 2018/2019 прошло с 7 по 10 февраля 2019 года в Стокгольме, на арене Ховет. Участники турнира: сборные России, Финляндии, Швеции и Чехии.
Вынесенный матч Россия – Финляндия состоялся в Ярославле.

## Турнирная таблица
| М | Сборная   | И | В | ВО | ПО | П | ШЗ | ШП | РШ | О |
| - | --------- | - | - | -- | -- | - | -- | -- | -- | - |
| 1 | Чехия     | 3 | 2 | 0  | 0  | 1 | 9  | 6  | +3 | 6 |
| 2 | Россия    | 3 | 1 | 1  | 0  | 1 | 8  | 7  | +1 | 5 |
| 3 | Швеция    | 3 | 1 | 0  | 1  | 1 | 10 | 12 | -2 | 4 |
| 4 | Финляндия | 3 | 0 | 1  | 1  | 1 | 8  | 10 | -2 | 3 |

## Матчи турнира
| 7 февраля 2019 19:30 | Россия | 3 : 2 (Б) (1:1, 0:0, 1:1, 1:0) | Финляндия | Арена 2000, (Ярославль) Зрителей: 9046 |

| Отчёт                                                         | Отчёт                       | Отчёт                                         | Отчёт                                                        | Отчёт                                  |
| ------------------------------------------------------------- | --------------------------- | --------------------------------------------- | ------------------------------------------------------------ | -------------------------------------- |
|                                                               |                             |                                               |                                                              |                                        |
|                                                               | 00:00-65:00 Илья Коновалов  | Вратари                                       | 00:00-58:39 Вейни Вехвиляйнент 59:52-65:00 Вейни Вехвиляйнен | Судьи: Владимир Пешина Ольдржих Гейдук |
|                                                               | Голы:                       |                                               |                                                              | Судьи: Владимир Пешина Ольдржих Гейдук |
| 04:06 Илья Михеев 44:05 Илья Михеев 65:00 Дмитрий Кагарлицкий | 0 : 1 : 1 2 : 1 2 : 2 3 : 2 | 00:28 Нико Оямяки 59:52 Микко Лехтонен (бол.) |                                                              | Судьи: Владимир Пешина Ольдржих Гейдук |
|                                                               |                             |                                               |                                                              | Судьи: Владимир Пешина Ольдржих Гейдук |
|                                                               |                             |                                               |                                                              | Судьи: Владимир Пешина Ольдржих Гейдук |
|                                                               |                             |                                               |                                                              | Судьи: Владимир Пешина Ольдржих Гейдук |
| 8 мин                                                         | Штраф                       | 8 мин                                         |                                                              | Судьи: Владимир Пешина Ольдржих Гейдук |
|                                                               |                             |                                               |                                                              |                                        |
|                                                               | 30                          | Броски                                        | 23                                                           |                                        |

| 7 февраля 2019 21:00 | Чехия | 5 : 2 (0:1, 2:0, 3:1) | Швеция | Ховет, (Стокгольм, Швеция) Зрителей: 6800 |

| Отчёт | Отчёт                                   | Отчёт                                               | Отчёт                                               | Отчёт                              |
| --- | --------------------------------------- | --------------------------------------------------- | --------------------------------------------------- | ---------------------------------- |
| |                                         |                                                     |                                                     |                                    |
| | 00:00-60:00 Шимон Грубец                | Вратари                                             | 00:00-55:59 Магнус Хелльберг 57:33 Магнус Хелльберг | Судьи: Йоонас Кова Кристиан Викман |
| | Голы:                                   |                                                     |                                                     | Судьи: Йоонас Кова Кристиан Викман |
| 27:10 Марек Квапил (бол.) 36:33 Ян Коварж (бол.) 46:44 Ян Коварж 50:59 Ян Коварж (бол.) 57:33 Иржи Секач (en) | 0 : 1 : 1 2 : 1 3 : 1 4 : 1 5 : 1 5 : 2 | 02:25 Эмиль Бемстрём (мен.) 58:02 Йонатан Давидссон |                                                     | Судьи: Йоонас Кова Кристиан Викман |
| |                                         |                                                     |                                                     | Судьи: Йоонас Кова Кристиан Викман |
| |                                         |                                                     |                                                     | Судьи: Йоонас Кова Кристиан Викман |
| |                                         |                                                     |                                                     | Судьи: Йоонас Кова Кристиан Викман |
| 10 мин | Штраф                                   | 33 мин                                              |                                                     | Судьи: Йоонас Кова Кристиан Викман |
| |                                         |                                                     |                                                     |                                    |
| | 24                                      | Броски                                              | 20                                                  |                                    |

| 9 февраля 2019 14:00 | Финляндия | 1 : 3 (0:0,0:2,1:1) | Чехия | Ховет, (Стокгольм, Швеция) Зрителей: 1891 |

| Отчёт                    | Отчёт                       | Отчёт                                                               | Отчёт                  | Отчёт                                |
| ------------------------ | --------------------------- | ------------------------------------------------------------------- | ---------------------- | ------------------------------------ |
|                          |                             |                                                                     |                        |                                      |
|                          | 00:00-55:39 Расмус Тирронен | Вратари                                                             | 00:00-60:00 Роман Уилл | Судьи: Кристоффер Хольм Микаэль Норд |
|                          | Голы:                       |                                                                     |                        | Судьи: Кристоффер Хольм Микаэль Норд |
| 48:00 Вилле Покка (бол.) | 0 : 1 0 : 2 0 : 3 1 : 3     | 29:56 Иржи Секач 33:59 Гинек Зогорна (бол.) 45:12 Иржи Секач (мен.) |                        | Судьи: Кристоффер Хольм Микаэль Норд |
|                          |                             |                                                                     |                        | Судьи: Кристоффер Хольм Микаэль Норд |
|                          |                             |                                                                     |                        | Судьи: Кристоффер Хольм Микаэль Норд |
|                          |                             |                                                                     |                        | Судьи: Кристоффер Хольм Микаэль Норд |
| 8 мин                    | Штраф                       | 33 мин                                                              |                        | Судьи: Кристоффер Хольм Микаэль Норд |
|                          |                             |                                                                     |                        |                                      |
|                          | 18                          | Броски                                                              | 22                     |                                      |

| 9 февраля 2019 17:30 | Швеция | 4 : 2 (0:0,2:0,2:2) | Россия | Ховет, (Стокгольм, Швеция) Зрителей: 7720 |

| Отчёт                                                                                          | Отчёт                               | Отчёт                                                   | Отчёт                                             | Отчёт                              |
| ---------------------------------------------------------------------------------------------- | ----------------------------------- | ------------------------------------------------------- | ------------------------------------------------- | ---------------------------------- |
|                                                                                                |                                     |                                                         |                                                   |                                    |
|                                                                                                | 00:00-60:00 Адам Рейдеборн          | Вратари                                                 | 00:00-57:45 Игорь Бобков 59:48-60:00 Игорь Бобков | Судьи: Йоонас Кова Кристиан Викман |
|                                                                                                | Голы:                               |                                                         |                                                   | Судьи: Йоонас Кова Кристиан Викман |
| 22:42 Микаэль Линдквист 31:38 Эмиль Ларссон 52:37 Исак Лундестрём 59:48 Фредрик Хендемарк (en) | 1 : 0 2 : 0 2 : 1 2 : 2 3 : 2 4 : 2 | 40:25 Анатолий Никонцев (бол.) 50:02 Илья Михеев (мен.) |                                                   | Судьи: Йоонас Кова Кристиан Викман |
|                                                                                                |                                     |                                                         |                                                   | Судьи: Йоонас Кова Кристиан Викман |
|                                                                                                |                                     |                                                         |                                                   | Судьи: Йоонас Кова Кристиан Викман |
|                                                                                                |                                     |                                                         |                                                   | Судьи: Йоонас Кова Кристиан Викман |
| 12 мин                                                                                         | Штраф                               | 8 мин                                                   |                                                   | Судьи: Йоонас Кова Кристиан Викман |
|                                                                                                |                                     |                                                         |                                                   |                                    |
|                                                                                                | 25                                  | Броски                                                  | 34                                                |                                    |

| 10 февраля 2019 14:00 | Россия | 3 : 1 (0:0,2:1,1:0) | Чехия | Ховет, (Стокгольм, Швеция) Зрителей: 1732 |

| Отчёт                                                                  | Отчёт                      | Отчёт               | Отчёт                    | Отчёт                            |
| ---------------------------------------------------------------------- | -------------------------- | ------------------- | ------------------------ | -------------------------------- |
|                                                                        |                            |                     |                          |                                  |
|                                                                        | 00:00-60:00 Илья Коновалов | Вратари             | 00:00-59:43 Шимон Грубец | Судьи: Микаэль Норд Маркус Линде |
|                                                                        | Голы:                      |                     |                          | Судьи: Микаэль Норд Маркус Линде |
| 34:53 Андрей Кузьменко 39:01 Андрей Кузьменко 53:52 Александр Кадейкин | 0:1 :1 2:1 3:1             | 28:44 Томаш Зогорна |                          | Судьи: Микаэль Норд Маркус Линде |
|                                                                        |                            |                     |                          | Судьи: Микаэль Норд Маркус Линде |
|                                                                        |                            |                     |                          | Судьи: Микаэль Норд Маркус Линде |
|                                                                        |                            |                     |                          | Судьи: Микаэль Норд Маркус Линде |
| 6 мин                                                                  | Штраф                      | 8 мин               |                          | Судьи: Микаэль Норд Маркус Линде |
|                                                                        |                            |                     |                          |                                  |
|                                                                        | 25                         | Броски              | 13                       |                                  |

| 10 февраля 2019 17:30 | Швеция | 4 : 5 (Б) (1:0, 1:2, 2:2, 0:0 0:1) | Финляндия | Ховет, (Стокгольм, Швеция) Зрителей: 7784 |

| Отчёт                                                                              | Отчёт                               | Отчёт | Отчёт                         | Отчёт                                |
| ---------------------------------------------------------------------------------- | ----------------------------------- | --- | ----------------------------- | ------------------------------------ |
|                                                                                    |                                     | |                               |                                      |
|                                                                                    | 00:00-65:00 Адам Рейдеборн          | Вратари | 00:00-65:00 Вейни Вехвиляйнен | Судьи: Евгений Ромасько Юрий Оскирко |
|                                                                                    | Голы:                               | |                               | Судьи: Евгений Ромасько Юрий Оскирко |
| 05:41 Эмиль Бемстрём 27:43 Исак Лундестрём 50:41 Юаким Нюгорд 54:52 Эмиль Бемстрём | 1:0 1:1 2:1 2:2 2:3 2:4 3:4 4:4 4:5 | 20:24 Юхани Тюрвяйнен 31:50 Нико Оямяки 42:44 Нико Оямяки 45:55 Ээмели Суоми (бол.) 65:00 Оливер Каски (Б) |                               | Судьи: Евгений Ромасько Юрий Оскирко |
|                                                                                    |                                     | |                               | Судьи: Евгений Ромасько Юрий Оскирко |
|                                                                                    |                                     | |                               | Судьи: Евгений Ромасько Юрий Оскирко |
|                                                                                    |                                     | |                               | Судьи: Евгений Ромасько Юрий Оскирко |
| 2 мин                                                                              | Штраф                               | 2 мин |                               | Судьи: Евгений Ромасько Юрий Оскирко |
|                                                                                    |                                     | |                               |                                      |
|                                                                                    | 21                                  | Броски | 20                            |                                      |

## Победитель хоккейных игр Beijer 2019
| Победитель хоккейных игр Beijer 2019 |
| Чехия Второй титул                   |

## Лучшие игроки
| вратарь    | Илья Коновалов |
| защитник   | Микко Лехтонен |
| нападающий | Эмиль Бемстрём |
| MVP        | Ян Коварж      |

## Символическая сборная
| вратарь    | Илья Коновалов                           |
| защитники  | Клас Дальбек — Пётр Заморски             |
| нападающие | Илья Михеев — Эмиль Бемстрём — Ян Коварж |

## Посещаемость матчей
| Место | Команда   | Игры | Суммарная посещаемость | Средняя посещаемость | Максимальная посещаемость |
| ----- | --------- | ---- | ---------------------- | -------------------- | ------------------------- |
| 1     | Швеция    | 3    | 22304                  | 7434                 | 7784 ( Финляндия)         |
| 2     | Финляндия | 3    | 18721                  | 6240                 | 9046 ( Россия)            |
| 3     | Россия    | 3    | 18498                  | 6166                 | 9046 ( Финляндия)         |
| 4     | Чехия     | 3    | 10423                  | 3474                 | 6800 ( Швеция)            |